# Мост-плотина в Авангардном лагере
Мост-плотина в Авангардном лагере — выявленный памятник архитектуры, арочный мост через ручей по левому берегу Дудергофского озера в Красном Селе.
Предположительно мост был изначально деревянным и был выстроен в камне в XIX веке при устройстве оврагов-накопителей и водонапорной башни при строительстве в лагере водопровода — материал и тип кладки моста идентичны сохранившемуся бассейну-накопителю. Мост сложен из известняка, у него кирпичный арочный свод и фигурный карниз.
В советское время поверх существовавшей через мост дороги положили железобетонные плиты, залили швы между ними цементом, а по краям установили тяжёлый поребрик, также из железобетона. Внутри кладки были пробиты отверстия для чугунных труб. Несмотря на то, что работы задумывались как укрепление, в результате началось разрушение устоев моста.
Мост — единственный практически полностью сохранившийся с XIX века каменный мост Красного Села.